# Cease Fire
"Cease Fire" é uma canção da cantora norte-americana Christina Aguilera, gravada para o seu sétimo álbum de estúdio Lotus. Foi escrita pela própria com o auxílio de Alexander Grant e Candice Pillay, sendo que a produção ficou a cargo do segundo sob o nome artístico de Alex da Kid. A sua gravação decorreu em 2012 nos estúdios Westlake Recording Studios, em Los Angeles, na Califórnia. Embora não tenha recebido qualquer tipo de lançamento em destaque, devido às vendas digitais após a edição do trabalho de originais, conseguiu entrar e alcançar a 189.ª posição na tabela musical da Coreia do Sul, South Korea Gaon International Chart, com 1 707 cópias vendidas no país. 
A nível musical, é uma canção de tempo moderado, classificada como uma balada, que deriva de origens estilísticas do pop rock, electrónica e dubstep. Possui um arranjo musical que consiste no uso de vocais, guitarra e baixo. Liricamente, a cantora reflete sobre o campo de batalha numa relação amorosa, recorrendo a referências relacionadas com guerra. Aguilera explicou que o tema foi inspirado no seu trabalho com o Programa Mundial de Alimentação, especialmente durante as suas visitas a Guatemala e ao Haiti. "Cease Fire" não reuniu consenso por parte dos críticos profissionais, sendo que enquanto uns elogiaram os vocais da artista e os instrumentos utilizados, outros consideraram que a música era repetitiva e serviu apenas para encher o disco.

## Antecedentes
Após o lançamento do sexto álbum de estúdio de Christina, Bionic, em 2010, que falhou em obter um desempenho comercial positivo, sucedeu-se o divórcio do seu ex-marido Jordan Bratman, a sua estreia em cinema com o musical Burlesque e a gravação da banda sonora de acompanhamento. Posteriormente, a cantora tornou-se treinadora no concurso The Voice transmitido pela NBC, e foi convidada para colaborar com a banda Maroon 5 em "Moves like Jagger", que esteve durante quatro semanas na liderança da Billboard Hot 100 dos Estados Unidos. Após estes acontecimentos, Aguilera anunciou que queria gravar o seu sétimo disco de originais, afirmando que ambicionava por faixas "pessoais" e de excelente qualidade. Numa entrevista, a intérprete falou sobre o significado do trabalho e revelou o seguinte:
| “ | [O álbum] será um ponto culminante de tudo que já experimentei, até agora... Já passei por muita coisa desde o lançamento do meu último álbum, estando no (The Voice), passando por um divórcio,... Isso tudo é uma espécie de renascimento livre para mim. Estou a abraçar muitas coisas diferentes, mas sinto-me bem com tudo, super-expressiva [e] super-vulnerável. | ” |

A cantora manifestou ainda que o disco seria sobre "auto-expressão e liberdade" por causa dos problemas pessoais que tinha superado durante o último par de anos. No programa The Tonight Show with Jay Leno em 2012, Christina falou sobre o seu novo material e confirmou que estava a demorar a gravar porque "não gostava de apenas obter as músicas a partir dos produtores". "Gosto que venham de um lugar pessoal... Estou muito animada. É divertido, emocionante, introspetivo, e vai ser extraordinário", rematou.

## Conceção

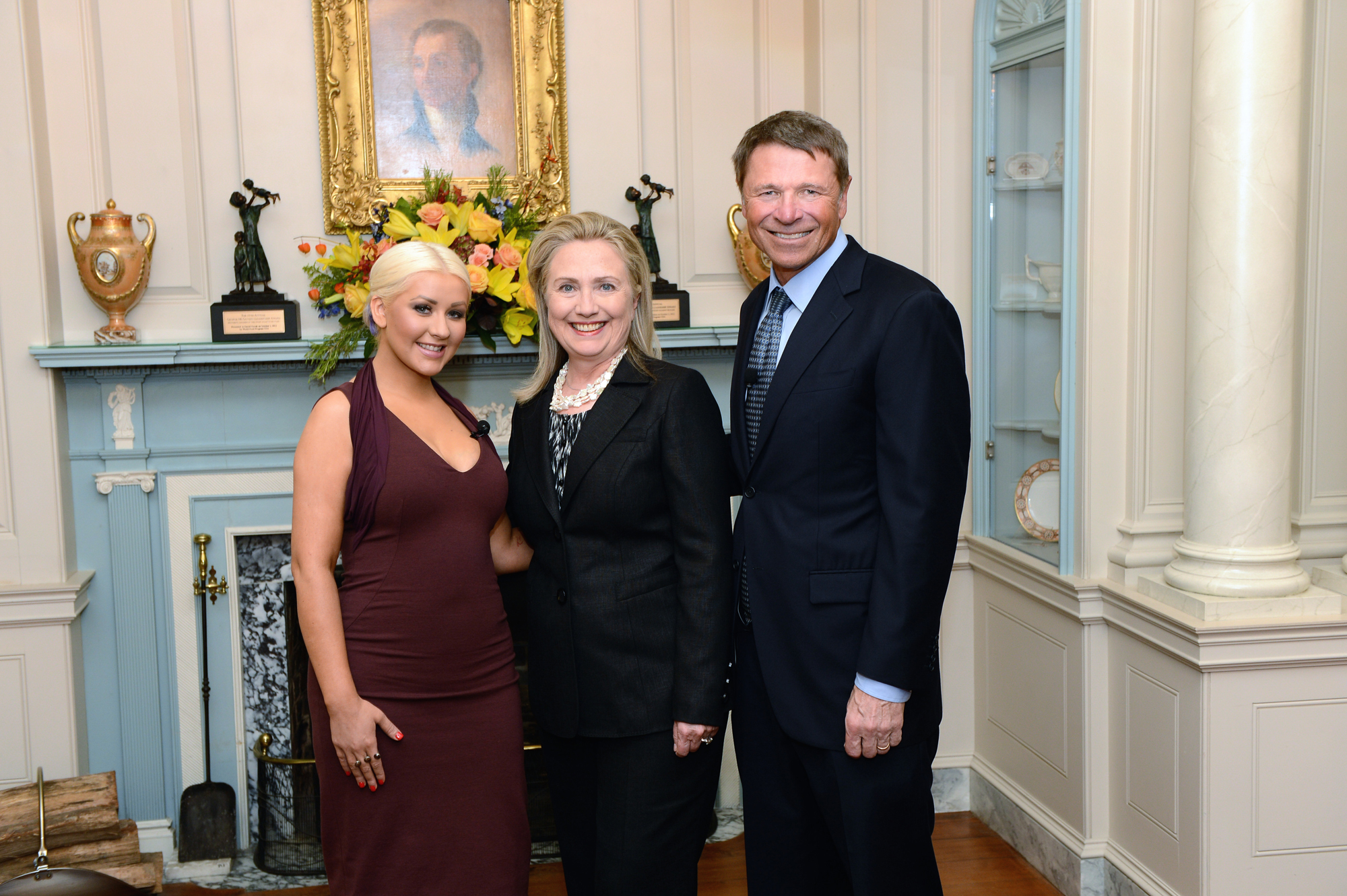
Ao receber uma condecoração de reconhecimento, Aguilera (esquerda) explicou que a faixa foi inspirada no trabalho com o Programa Mundial de Alimentação.

Em análise às faixas do álbum, Aguilera explicou que a ideia de conceber "Cease Fire" partiu da sua vontade em incluir um tema com uma abordagem cinematográfica, com "enormes e monstruosos" sons produzidos por marchas de bandas, afirmando querer ver a canção incluída na banda sonora de um filme. A cantora referiu ainda que a música foi inspirada pelo seu trabalho com o Programa Mundial de Alimentação, especialmente quando visitou a Guatemala e o Haiti:
| “ | A inspiração partiu do meu trabalho com o "Programa Mundial de Alimentação" e no facto de ser uma das suas embaixadoras, representando-os na parceria com a ONU, explorando os campos na Guatemala, no Haiti, e vivenciando coisas que acontecem e a devastação e sofrimento que sucedem, as histórias que ouvimos, mesmo fora da organização como uma questão mundial, e assim "Cease Fire" tem um significado muito mais profundo, é surpreendente bonita e cinematográfica, mas, também, é um apelo à paz. | ” |

Hillary Clinton (na imagem; ao centro) e David Novak (na imagem; à direita) acabaram por condecorar a artista com um prémio de reconhecimento pelos seus esforços e contribuições para ajudar a alimentar crianças desfavorecidas em todo o mundo.

## Estilo musical e letra
"Cease Fire" é uma canção que deriva de origens estilísticas do pop rock, com influências de música eletrónica e dubstep, com produção do inglês Alex da Kid. Com uma duração de quatro minutos e sete segundos (4:07), a sua gravação esteve a cargo de Josh Mosser e decorreu em 2012, no estúdio Westlake Recording Studios em Los Angeles, na Califórnia. A sua composição foi construída através de vocais, e J Browz tratou de incluir guitarra e baixo. Oscar Ramirez tratou dos vocais, enquanto que Candice Pillay produziu os mesmos.
A letra foi escrita por Aguilera, da Kid e Pillay, sendo considerada um apelo ao seu interesse amoroso para parar de lutar por um bem maior. O seu conteúdo lírico também retrata a cantora numa espécie de campo de batalha, recorrendo a referências relacionadas com guerra, pendido ao seu companheiro para "baixar as armas".

## Receção pela crítica

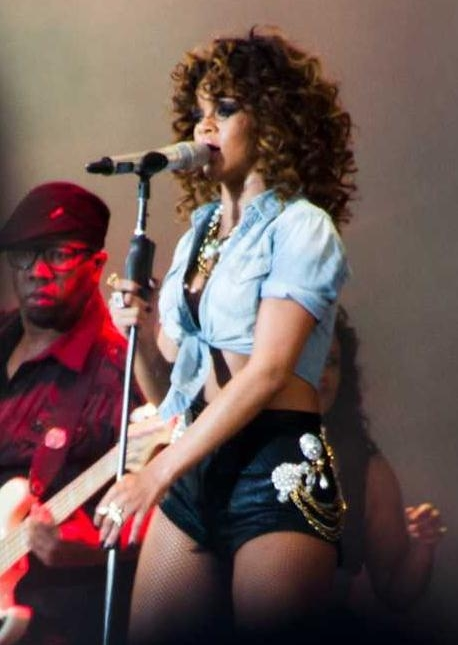
Alguns membros da crítica especializada consideraram que a faixa parecia ter sido rejeitada pela cantora Rihanna.

Após o lançamento do disco, a canção não reuniu consenso nas análises por parte dos críticos especializados. Chris Younie, do canal 4Music, fez um comentário favorável e acrescentou que o tema "ainda que de tempo moderado, os seus arranjos e instrumentos persistentes e vocais rápidos de Christina criam uma certa urgência, energia e ritmo", além de Younie revelar que se sentiu "no meio de um campo de batalha". Sal Cinquemani, da revista Slant, considerou a faixa uma das "maiores surpresas do álbum" e que mais iguais deveriam ter sido concebidas, salientando ainda que a direção musical com "infusões raga" reforça "o apelo vagamente apolítico e chocante de Aguilera para a paz". Tris McCall, do New Jersey On-Line, e Caomhan Keane, do sítio Entertainment.ie, foram unânimes em considerar o bom uso de sons de marcha de uma banda, com Keane a salientar que "é preciso uma batida militar interessante e desperdiçá-la num cântico repetitivo à sua própria paciência".
Andrew Hampp, da revista Billboard, não foi consensual na sua análise e escreveu que, "este é o tempo em que as analogias militares começam a desgastar-se, sem a ajuda de um coro que nunca arranca". Michael Gallucci do Pop Crush também se sentiu dividido, afirmando que "Cease Fire" apresenta "uma das batidas mais resistentes do álbum, mas Aguilera impede-a de se tornar num golpe assassino". Através do editor Mike Wass, o portal Idolator registou que o tema era uma "confusão eletrónica e de dubstep", considerando que era como produções de baladas de Ryan Tedder (referindo "Already Gone", de Kelly Clarkson, e "Halo", de Beyoncé) com ruído branco. No entanto, Wass admitiu também que são necessárias algumas reproduções, mas depois de ouvir bem, o refrão "escoa através da produção desafiadora". Sam Hine, do Popjustice, e Annie Zaleschi, do The A.V. Club, consideraram que a canção parecia ter sido rejeitada por Rihanna. Jim Farber, a escrever para o Daily News, partilhou da mesma opinião que os colegas acima, acrescentando que notou "um acento das ilhas improvável à la Rihanna".  Fiona Sheperd, do jornal compacto diário escocês The Scotsman, também concordou e acrescentou que o registo possuía um "estilo ragga estridente" semelhante ao da cantora barbadense.

## Desempenho nas tabelas musicais
Após o lançamento do disco, a faixa conseguiu entrar e alcançar a 189.ª posição na tabela musical da Coreia do Sul, South Korea Gaon International Chart, com vendas avaliadas em 1 707 cópias.

### Posições
| Tabela musical (2012)                    | Melhor posição |
| ---------------------------------------- | -------------- |
| Coreia do Sul - Gaon International Chart | 189            |

## Créditos
Todo o processo de elaboração da canção atribui os seguintes créditos pessoais:
- Christina Aguilera – vocalista principal, composição, produção vocal;
- Alex da Kid - composição, produção;
- Candice Pillay - composição, produção vocal, vocais de apoio;
- Josh Mosser - gravação musical;
- Oscar Ramirez - gravação vocal;
- J Browz - guitarra, baixo adicionais.